# Истина (Секретные материалы)
«Истина» (англ. «The Truth») — 19-й и 20-й эпизоды 9-го сезона сериала «Секретные материалы», объединенные в один. Премьера состоялась 12 мая 2002 года на телеканале FOX. Эпизод позволяет более подробно раскрыть так называемую «мифологию сериала», заданную в пилотной серии.
Режиссёр — Ким Мэннэрс, автор сценария — Крис Картер, приглашённые звёзды — Уильям Б. Дэвис, Николас Лиа, Джеймс Пикенс-мл., Лори Холден, Мэттью Глэйв, Джефф Галка, Крис Оуэнс, Адам Болдуин, Алан Дэйл, Патрик Стюарт Эсприт, Джулия Вера, Стивен Уильямс, Том Брэйдвуд, Дин Хэглунд, Брюс Харвуд и Уильям Дивейн.
В США серия получила рейтинг домохозяйств Нильсена, равный 7,5, который означает, что в день выхода серию посмотрели 13.25 миллионов человек.
Главные герои сериала — агенты ФБР, расследующие сложно поддающиеся научному объяснению преступления, называемые Секретными материалами. Серия концентрируется на расследовании агентов Даны Скалли (Джиллиан Андерсон), Джона Доггетта (Роберт Патрик) и Моники Рейс (Аннабет Гиш), а также помощнике директора ФБР Уолтере Скиннере (Митч Пиледжи) и Фоксе Малдере (Дэвид Духовны).

## Сюжет
Местонахождение Малдера в течение прошлого года было неизвестно. Затем Скиннер и Скалли узнают, что Малдер находится в тюрьме за убийство военного, которого он, возможно, и не убил: Ноула Рорера, одного из секретных правительственных «суперсолдат». С помощью Скиннера, Рейс, Доггетта, Скалли и Элвина Керша Малдер сбегает из тюрьмы и вместе со Скалли едет в Нью-Мексико, где вертолеты уничтожают утес Анасази вместе с его обитателями и Курильщиком.